# Жданов Юрій Андрійович
Юрій Андрійович Жданов (нар. 20 серпня 1919, місто Твер, тепер Російська Федерація — 19 грудня 2006, місто Ростов-на-Дону, Російська Федерація) — радянський державний діяч, завідувач відділу науки та вищих навчальних закладів ЦК ВКП(б), завідувач відділу природничих і технічних наук та вищих навчальних закладів ЦК КПРС, ректор Ростовського державного університету. Депутат Верховної ради РРФСР 11-го скликання. Член ЦК КПРС у 1952—1956 роках. Кандидат філософських наук (1948), кандидат хімічних наук (1957), доктор хімічних наук (1960), професор (1961). Член-кореспондент Академії наук СРСР по відділенню загальної і технічної хімії (хімія) (24.11.1970).

## Життєпис
Син радянського партійного діяча Андрія Жданова.
У 1937 році закінчив середню школу і вступив на хімічний факультет Московського державного університету на відділення органічної хімії. Закінчив Московський державний університет у 1941 році за спеціальністю «органічна хімія».
У 1941—1945 роках служив у Головному політичному управлінні РСЧА інструктором, потім пропагандистом-літератором.
Член ВКП(б) з 1944 року.
У 1945—1947 роках — асистент Московського державного університету, одночасно навчався в аспірантурі Інституту філософії АН СРСР. У 1948 році закінчив аспірантуру Інституту філософії із захистом кандидатської дисертації з філософії «Поняття гомології в органічній хімії» і отримав вчений ступінь кандидата філософських наук.
У 1947 — липні 1948 року — завідувач відділу науки Управління пропаганди і агітації ЦК ВКП(б). 10 липня 1948 — 30 грудня 1950 року — завідувач сектора науки відділу пропаганди і агітації ЦК ВКП(б).
30 грудня 1950 — 3 липня 1952 року — завідувач відділу науки та вищих навчальних закладів ЦК ВКП(б).
3 липня 1952 — 25 березня 1953 року — завідувач відділу природничих і технічних наук та вищих навчальних закладів ЦК ВКП(б) (КПРС).
У 1953—1957 роках — завідувач відділу науки і культури Ростовського обласного комітету КПРС.
Одночасно з 1953 року працював асистентом, потім доцентом і професором Ростовського державного університету. У 1957 році захистив другу кандидатську дисертацію, йому було присвоєно вчений ступінь кандидата хімічних наук і звання доцента.
У 1957—1988 роках — ректор Ростовського державного університету.
У 1960 році захистив дисертацію на здобуття наукового ступеня доктора хімічних наук і в 1961 році був затверджений у вченому званні професора.
У 1962—1995 роках — завідувач кафедри хімії природних і високомолекулярних сполук Ростовського державного університету.
З 1969 року — голова ради Північно-Кавказького наукового центру вищої школи. Був членом Державного планового комітету РРФСР. З 1972 року також був головним редактором журналу «Известия Северо-Кавказского научного центра высшей школы»), з 1995 року — головним редактором журналу «Научная мысль Кавказа».
Заслужений професор Ростовського, Ставропольського і Калмицького державних університетів. Почесний професор Московського державного університету імені Ломоносова (2003), Таганрозького державного радіотехнічного і Південно-Російського державного університетів. Почесний доктор Сілезького університету (Польща).
Помер 19 грудня 2006 року в Ростові-на-Дону. Похований на Північному цвинтарі Ростова-на-Дону.

## Нагороди
- орден «За заслуги перед Вітчизною» IV ст. (Російська Федерація) (6.09.1999)
- орден Дружби (Російська Федерація) (7.09.1995)
- два ордени Леніна
- орден Жовтневої Революції (17.08.1979)
- орден Вітчизняної війни ІІ ст. (11.03.1985)
- два ордени Трудового Червоного Прапора
- орден Червоної Зірки
- орден «Знак Пошани»
- медаль Жукова
- медаль Н. К. Крупської
- медалі
- Державна премія СРСР в галузі науки (1983) — за роботу «Створення математичної імітаційної моделі екосистеми Азовського моря».